# Ichneumon vigilatorius
Ichneumon vigilatorius är en stekelart som beskrevs av Georg Wolfgang Franz Panzer 1804. Ichneumon vigilatorius ingår i släktet Ichneumon och familjen brokparasitsteklar. Inga underarter finns listade i Catalogue of Life.